# Фетандаг
Фетанда́г — гірська вершина у північно-східній частині Великого Кавказу. Знаходиться на півночі Азербайджану.